# Cvrkote
Cvrkote (cyr. Цвркоте) – wieś w Bośni i Hercegowinie, w Republice Serbskiej, w gminie Rudo. W 2013 roku liczyła 6 mieszkańców.